# Giuseppe Rigutini
Giuseppe Rigutini (Lucignano, 29 agosto 1829 – Firenze, 23 maggio 1903) è stato un filologo e lessicografo italiano.

## Biografia

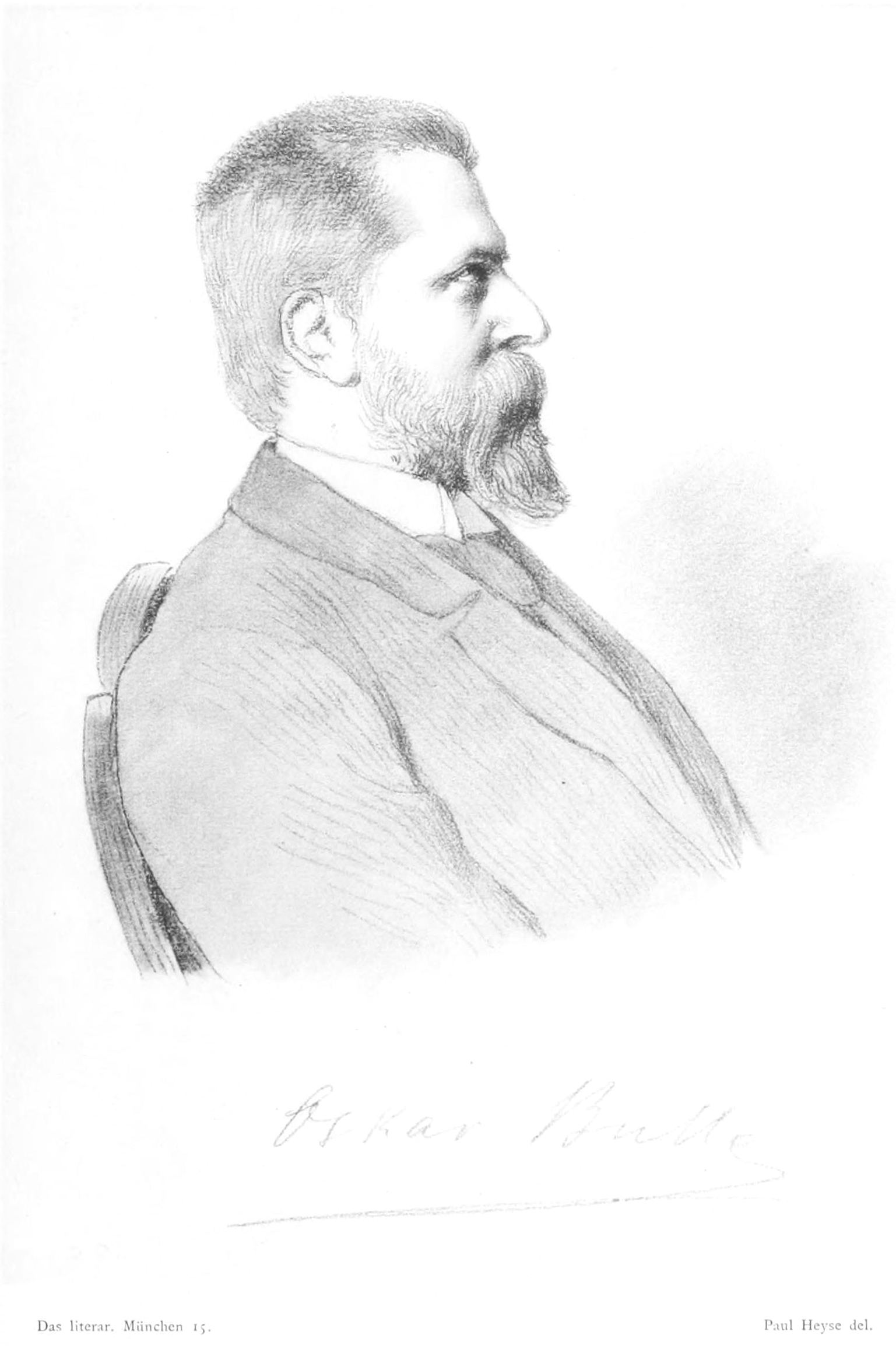
Oskar Bulle (1899)

Nato nel 1829 a Lucignano, comune della provincia di Arezzo, fu insegnante al Liceo Ginnasio Dante di Firenze dal 1867 al 1877, poi docente di filologia nelle Università di Pisa e Firenze, accademico della Crusca. Divenne noto principalmente per il Vocabolario italiano della lingua parlata, redatto in collaborazione con Pietro Fanfani e che ebbe numerose edizioni. Nel 1855 sposò Laura Rebecca Meozzi, dalla quale ebbe quattro figli: Silvio (1856), Elvira (1858), Elisa (1859) ed Ugo (1861).
Nel Manuale della letteratura italiana di Alessandro D'Ancona e Orazio Bacci ne viene tracciato un profilo estrapolato in parte da un racconto dello stesso  Rigutini specificandone l'estrazione sociale, «di povera famiglia. Ottenne per esame un posto gratuito nel Seminario di Arezzo vi stette dal 1847 al 1849 quando cominciò  seguire all'Università di Siena gli studi giuridici, che interruppe per concorrere, e lo vinse, ad un posto gratuito di convittore nella Scuola normale superiore di Pisa (1850). Ne uscì dottore nel 1853, e conquistò, ancora per esame, la cattedra di Retorica nel Collegio Forteguerri di Pistoia».  Dopo le cattedre ai Licei di Arezzo (1859) e Dante di Firenze, dove rimase fino al 1885, il «3 maggio 1866 era stato nominato accademico residente della Crusca (...)».
La sua produzione è molto vasta: oltre al citato Vocabolario italiano, comprende vocabolari della lingua latina e greca, un dizionario tedesco-italiano-tedesco, scritto insieme al genero, lo scrittore e lessicografo tedesco Oskar Bulle, prima edizione 1896-1900 e ristampato, in copia anastatica, nelle edizioni Zanichelli-Hoepli, in anni recenti (1981). Curò «l'edizione del Dizionario dei sinonimi di N.Tommaseo (pubbl. 1905)».
Scrisse, inoltre, opere filologiche, testi scolastici (antologie e tavole cronologiche), traduzioni di testi classici latini (Catullo, Cicerone, Svetonio), annotazioni e commenti (Omero, Ovidio, Tito Livio, Petrarca).
Morì a Firenze a settantatré anni nel 1903, e venne sepolto nel cimitero di Soffiano, con una lapide scolpita da Augusto Conti.
Il comune di Firenze e il comune di Lucignano hanno intitolato a suo nome una via cittadina.

## Opere (elenco parziale)
- Giunte ed osservazioni al vocabolario dell'uso toscano, Firenze, Tip. Cellini, 1864.
- Antologia italiana: compilata per uso degli istituti tecnici, coautore Pietro Fanfani, Firenze, F. Paggi, 1870.
- Fiore di lettere e di liriche di donne italiane corredato dalle vite di alcune di esse: libro compilato ad uso delle scuole e istituti femminili, Firenze, Paggi, 1873.
- Vocabolario italiano della lingua parlata: compilato da Giuseppe Rigutini e Pietro Fanfani, Firenze, Tipografia Cenniniana, 1875.
- Elementi di rettorica: compilati per uso delle scuole italiane dal professore Giuseppe Rigutini, Firenze, Paggi, 1878.
- Crestomazia italiana della poesia moderna: preceduta da una notizia storica della poesia in Italia dalle sue origini fino ai giorni nostri, Firenze, F. Paggi, 1880.
- Crestomazia italiana della prosa moderna: preceduta da una notizia storica della prosa dalle sue origini fino ai giorni nostri, Firenze, F. Paggi, 1880.
- Vocabolario della lingua classica latina aggiuntevi le corrispondenze italiane-latine : compilato per uso delle scuole, Firenze, Barbera, 1880.
- Tavole cronologiche della storia d'Italia: ad uso delle scuole, Firenze, F. Paggi, 1882.
- La unità ortografica della lingua italiana, Firenze, F. Paggi, 1885.
- I neologismi buoni e cattivi più frequenti nell'uso odierno: libro compilato pei giovani italiani, Roma, Libreria editrice C. Verdesi, 1886.
- Antologia classica italiana: compilata ad uso dei ginnasi, Parte I e II per ginnasio inferiore e superiore, Milano, Francesco Vallardi, 1889.
- Vocabolario Greco-Italiano e Italiano-Greco, compilato per uso delle scuole, Firenze, G. Barbera Tip. Edit., 1889.
- Vocabolario diamante della lingua italiana, Firenze, G. Barbera, 1895.
- Nuovo dizionario italiano-tedesco e tedesco-italiano, coautore Oskar Bulle, 2 v., Lipsia-Tauchnitz, Hoepli, 1896-1900.
- Dizionarietto italiano di ortografia e di pronunzia, preceduto da regole grammaticali, Firenze, R. Bemporad e Figlio Cessionari Della Libr. Edit. Felice Paggi, 1897.

### Opere tradotte
- Senofonte, Il Convito: volgarizzato da Giuseppe Rigutini, Firenze, M. Cellini e C., 1857
- Friedrich Dubner, Elementi di grammatica greca: ad uso delle scuole giovanili, Firenze, Ricordi e Jouhaud, 1862.
- Plauto, Le commedie di Marco Accio Plauto volgarizzate da Giuseppe Rigutini e Temistocle Gradi, Firenze, Le Monnier, 1870.
- Marco Tullio Cicerone, Dei doveri, libri tre, Firenze, G. C. Sansoni, 1876.
- Svetonio, Le vite di dodici Cesari, Firenze, G. C. Sansoni, 1882.
- Catullo, La chioma di Berenice e l'Epistola a Ortalo, Firenze, R. Bemporad e Figlio, 1891.

### Opere annotate e commentate
- Omero, L'Iliade, Prato, Tipografia aldina, 1863.
- Tito Livio, Narrazioni scelte, Prato, Tip. Aldina, 1863.
- Marco Tullio Cicerone, Oratio pro A. Licinio Archia, Firenze, Le Monnier, 1868.
- Marco Tullio Cicerone, Oratio pro Q. Ligario, Firenze, Le Monnier, 1871.
- Marco Tullio Cicerone, Oratio pro M. Marcello, Firenze, Le Monnier, 1871.
- Ovidio, I fasti e le tristezze, Napoli, tipografia G. Rondinella, 1888.
- Baldassarre Castiglione, Il cortegiano del conte Baldesar Castiglione / riveduto, castigato e annotato per le scuole da Giuseppe Rigutini; aggiuntovi il Tirsi dello stesso autore e la Descrizione del Palazzo ducale d'Urbino di Bernardino Baldi, Firenze, G. Barbera, 1889.
- Francesco Petrarca, Le rime, Milano, Hoepli, 1896.
- Giuseppe Giusti, Lettere scelte: postillate per uso dei non toscani da Giuseppe Rigutini, Firenze, Le Monnier, 1891.
- Francesco Petrarca, Il canzoniere: secondo l'autografo, Milano, Hoepli, 1908.